# Eufrozyn Pskowski
Eufrozyn lub Eleazar Pskowski (ur. w 1386 w Widielebiu k. Pskowa, zm. 15 maja 1481 w okolicach Pskowa) – święty mnich prawosławny. 
Wbrew woli rodziców, którzy pragnęli, by założył rodzinę, udał się w młodym wieku do Monasteru Snietogorskiego w Pskowie i złożył tam wieczyste śluby zakonne. Pragnąc jednak jeszcze surowszej ascezy, około 1425 opuścił wspólnotę i, mając błogosławieństwo przełożonego klasztoru, zamieszkał samotnie nad rzeką Tołwą, w okolicach Pskowa. W odróżnieniu jednak od mnichów-pustelników, którzy odmawiali wszelkiego kontaktu ze światem zewnętrznym, mnich Eufrozyn chętnie przyjmował wszystkich ludzi, którzy poszukiwali u niego rady i wsparcia duchowego. Opracował również własną wersję reguły życia w skitach. 
Wokół pojedynczej celi mnicha Eufrozyna zaczęli osiedlać się jego naśladowcy, którzy w 1447 nakłonili go do wzniesienia cerkwi Trzech Świętych Hierarchów i św. Onufrego, wokół której powstał monaster Przemienienia Pańskiego nazwany później także imieniem twórcy. Zakonnicy pragnęli, by ich przełożonym został sam Eufrozyn, ten jednak odmówił, wyznaczając zamiast siebie swojego ucznia, mnicha Ignacego. Sam oddalił się ze wspólnoty i osiedlił się w lesie w pobliżu klasztoru. Nadal przyjmował uczniów duchowych, wśród których byli późniejsi święci prawosławni, mnisi Sawa Krypiecki, Dosyteusz Wierchnieostrowski, Onufry Malski, Hilarion Gdowski, Charyton Kudyński i Joachim z Ołocza. Zmarł 15 maja 1481.